# Curvatura (Desplazamiento)
El desplazamiento por curvatura, warp drive, empuje por curvatura, o simplemente curvatura (del inglés warp), también llamado impulso de deformación o impulso de distorsión es una forma actualmente ficticia de propulsión superlumínica nacida en el universo creado por la ficción de Star Trek. Este empuje permitiría propulsar una nave espacial a una velocidad equivalente a varios múltiplos de la velocidad de la luz, mientras se evitan los problemas asociados con la dilatación relativista del tiempo. Este tipo de propulsión se basa en curvar o distorsionar el espacio-tiempo, de tal manera que permita a la nave acercarse al punto de destino. 
El empuje por curvatura no permite, ni es capaz de generar, un viaje instantáneo entre dos puntos a una velocidad infinita, tal y como ha sido sugerido en algunas obras de ciencia ficción, en las que se emplean tecnologías imaginarias como el hipermotor o el motor de salto, pero si es capaz de hacer una gran diferencia entre las velocidades convencionales relativistas. 
Una diferencia entre la propulsión a curvatura y el uso del hiperespacio es que en la propulsión a curvatura, la nave no entra en un universo (o dimensión) diferente: simplemente se crea alrededor de la nave una pequeña burbuja (burbuja de curvatura) en el espacio-tiempo, y se generan distorsiones del espacio-tiempo para que la burbuja se aleje del punto de origen y se aproxime a su destino. Las distorsiones generadas serían de expansión detrás de la burbuja (alejándola del origen) y de contracción delante de la burbuja (acercándola al destino). La burbuja de curvatura se situaría en una de las distorsiones del espacio-tiempo, sobre la cual cabalgaría de manera análoga a como los surfistas lo hacen sobre una ola de mar.
El motor de curvatura (warp drive) es famoso por ser el método de propulsión empleado en el universo ficticio de Star Trek.

## Viabilidad de la propulsión por curvatura
Entre los diferentes físicos teóricos que han analizado esta propulsión, se hicieron avances con el primer diseño teórico del sistema WARP. El más conocido de estos diseños es el motor de Alcubierre (The warp drive: hyper-fast travel within general relativity, acerca del impulso de deformación de Alcubierre, publicado en 1994) y que asume uno de los términos empleados en la jerga de Star Trek: el factor de curvatura como medida de la curvatura (deformación) del espacio-tiempo y que, aunque permite viajar a una gran velocidad, no permite viajar más rápido que la luz (según las reglas relativistas es imposible). Si el espacio-tiempo se curva de manera apropiada, estrictamente hablando, el objeto o la nave no se mueve a velocidades lumínicas, de hecho se encuentra estacionaria en el espacio interior de la burbuja de curvatura. Esta situación estacionaria de la nave, dentro de la burbuja, haría que la tripulación no se viera afectada por grandes aceleraciones/desaceleraciones ni existiría un transcurrir del tiempo diferente, es decir, no sufriría el efecto de la dilatación temporal, como en el caso de desplazarse a velocidades próximas a las de la luz en el espacio-tiempo, es como si estuviera en un universo completamente diferente, por lo que viajar así daría interesantes resultados. La nave, al activarse su propulsión por curvatura, para un observador exterior parecería que se mueve más rápido que la luz y desaparecería de su campo de visión en un breve lapso al expandirse el espacio-tiempo de la nave con respecto a ese observador.
Miguel Alcubierre hace referencia a la necesidad de la materia extraña (también denominada materia exótica) para la velocidad de curvatura. La existencia de materia exótica no es teórica y el efecto Casimir lleva a suponer la existencia de dicha materia. Sin embargo, la generación de materia exótica, y su sostenimiento, para el desarrollo de un empuje de curvatura (o para mantener abierta la garganta de un agujero de gusano) es impracticable. Algunos métodos o teorías asociados con la creación/sostenimiento de la materia exótica apuntan a que la materia exótica debería moverse, localmente a una velocidad superior a la de la luz (y a la existencia de los denominados taquiones). Otras teorías, apuntan que se puede evitar este movimiento a una velocidad superior a la de la luz pero implicaría la generación de una singularidad desnuda al frente de la burbuja de curvatura. Sea por un método u otro, la creación /sostenimiento de materia exótica, en particular y el uso de empujes de curvatura violan, a priori, diferentes condiciones de energía en el ámbito de la teoría del campo cuántico. Alcubierre, concluyó que la generación de una burbuja de curvatura era inviable ya que, según sus cálculos iniciales, necesitaría para su creación (y las distorsiones del espacio-tiempo) más energía que la existente en el universo.
Un análisis posterior del doctor Van Den Broeck (On the (im)possibility of warp bubles, publicado en 1999), de la Universidad Católica de Leuven (Bélgica) ofreció como resultado una energía inferior a la calculada inicialmente por Alcubierre (reducida por un factor de 10 elevado a 61). Sin embargo, esto no indica que la propuesta sea realista, tal y como indicó Van Den Broeck, ya que calculó la energía necesaria para transportar varios átomos a poco menos que el equivalente a la de tres masas solares.
No obstante, un estudio de 2008 a cargo de Richard K. Obousy y Gerald Cleaver, de la Universidad de Baylor (Texas), en la que se estudian los efectos de un espacio-tiempo de varias dimensiones (como predice la teoría de cuerdas), rebaja la energía necesaria para mover una nave de 1000 m³ a velocidades superlumínicas a solo 1045 J (el equivalente a la energía contenida en la masa de Júpiter).
En este mismo estudio, se estima una velocidad máxima teórica para un motor de curvatura de 1032 c, si bien se trataría de un límite inútil desde el punto de vista práctico, pues para alcanzar esa velocidad arbitrariamente alta se necesitaría más energía de la disponible en el universo.
A principios del siglo XXI, la construcción de un motor de curvatura está lejos de convertirse en una realidad, debido tanto a la tecnología existente como a la elevada energía necesaria para su desarrollo. Parecen existir además otros impedimentos teóricos a un viaje superlumínico con esta tecnología, como la inestabilidad cuántica de la burbuja o la radiación de Hawking. No obstante, no existen argumentos teóricos que impidan los viajes por curvatura sublumínicos. En 2012 científicos de la NASA anunciaron que se encontraban trabajando en la viabilidad de los viajes por curvatura, pero a pequeña escala y en laboratorios
Los nuevos estudios, revelan una posibilidad más cercana a la realidad
Estudios realizados entre 2019 y 2021 demostraron la posibilidad de los viajes superlumínicos, sin la necesidad de la "materia exótica"
El Dr. Harold G "Sonny" White , pionero de los motores warp y ex especialista en motores warp de la NASA, ha informado del descubrimiento de una "burbuja warp" real en el mundo real. 
Y, según White, este primer avance de este tipo realizado por su equipo del Limitless Space Institute (LSI), que establece un nuevo punto de partida para aquellos que intentan fabricar una nave espacial de tamaño completo con capacidad warp.
En una entrevista, White agregó que “nuestro análisis numérico detallado de nuestras cavidades Casimir personalizadas nos ayudó a identificar una nano/microestructura real y fabricable, que se predice que generará una densidad de energía de vacío negativa tal que manifestaría una burbuja warp a nanoescala real, no un análogo, sino algo real”. 
En otras palabras, una estructura de burbuja warp se manifestará bajo estas condiciones específicas. White advirtió que esto no significa que estemos cerca de construir un motor warp en pleno funcionamiento, ya que se necesita hacer mucha más ciencia (actualizado el 12/08/21).
"Para ser claros, nuestro hallazgo no es un análogo de burbuja warp, es una burbuja warp real, aunque humilde y pequeña", dijo White a The Debrief , "de ahí la importancia

## Lo siguiente: una nave nanoscópica
Eagleworks era el grupo de investigación de propulsión avanzada de la NASA en el que White realizó una investigación para resolver los problemas del gigantesco consumo energético abiertas por las ecuaciones de Alcubierre. 
Su trabajo consiguió recortar esas necesidades energéticas, planteando por primera vez una posible solución para que la humanidad pudiera viajar a otros sistemas estelares, como ahora solo se puede ver en series de ciencia ficción como Star Trek. 
Si es que alguna vez somos capaces de desarrollar la teoría y la tecnología hasta el punto en que las necesidades energéticas sean manejables y los materiales lo suficientemente resistentes. 
Eso, por ahora, es algo que todavía está a siglos de distancia.
Ello se debe a la necesidad de obtener una fuente de energía lo más eficiente posible, y esto implica la utilización de la Antimateria la cual aun está muy lejos de ser obtenida de forma rápida y barata...Por ejemplo, en el CERN, crear tan sólo un gramo de antimateria tomaría 4 millones de años...y su costo seria de unos 62.500 millones de USD el miligramo

## El motor de curvatura en Star Trek

### Evolución de los motores de curvatura
En las historias de ciencia ficción de Star Trek, se supone que el motor de curvatura fue inventado, en la Tierra, por un científico ficticio llamado  Zefram Cochrane. La película Star Trek: Primer Contacto muestra como, en el año 2063, Cochrane realiza el primer viaje de curvatura de la especie humana, usando un antiguo misil nuclear intercontinental, modificado para viajar en el espacio y, una vez ahí, generar una burbuja de curvatura. Para crear la burbuja de curvatura alrededor de la nave (y distorsionar el espacio-tiempo para su desplazamiento) Cochrane precisó de una inmensa cantidad de energía (que obtuvo gracias a la reacción entre materia-antimateria). Este primer viaje supuso un hito, permitió alcanzar un factor de curvatura de 1.0 y condujo directamente al primer contacto con una raza extraterrestre: los vulcanos.
En la protosecuela Star Trek: Enterprise se establece que otras civilizaciones disponían del motor de curvatura antes que los humanos, como los vulcanos, siendo estos los que disponían de la tecnología de propulsión a curvatura más avanzada del siglo XXI. En esta serie se muestran los viajes de la primera nave terrestre capaz de obtener un factor de curvatura de 5.1 lo que aplicando la fórmula de curvatura, equivale a unos 39 767 468.5 km/s (kilómetros por segundo), alcanzando la estrella más próxima a la Tierra (Próxima Centauri, a 4.25 años luz) en aproximadamente 11.69 días. En la serie clásica (mitad del siglo XXIII) las naves son capaces de obtener un factor de curvatura de 8 (distancia Tierra a Próxima Centauri en 3.09 días).
Es necesario destacar que las velocidades equivalentes de los factores de curvatura no han sido proporcionados en ningún episodio o película de Star Trek. Los valores indicados en este artículo se han encontrado (o extrapolado) en manuales técnicos u otros medios electrónicos cuya propiedad está vinculada a los poseedores de los derechos de Star Trek.

### Transcurvatura
Este término ha sido empleado refiriéndose a la forma avanzada de propulsión que excede los límites de los motores de curvatura tradicionales. Por lo general, este sistema transcurvatura es comúnmente utilizado por los Borg, aunque la flota estelar también realizó algunos experimentos en esa línea, tal y como se observa en Star Trek III: En busca de Spock. Algunos episodios de Star Trek: Voyager y Star Trek: La nueva generación parecen indicar que el sistema transcurvatura empleado por los Borg se describe mejor como un conducto (del tipo agujero de gusano) a través del subespacio (es una característica del espacio-tiempo el cual facilita el tránsito superluminal, en la forma de viaje interestelar o de transmisión de información), en el cual se introduce la nave trasladándose, por su interior, al punto de destino.
Los borg descubrieron la existencia de los conductos transcurvatura y configuraron redes de conductos entre sectores importantes de la galaxia para moverse rápidamente a través de la galaxia. Eso se puede ver en el episodio de la serie Voyager titulado Endgame. Estos conductos transcurvatura utilizados por los borg, son activados mediante un pulso de taquiones (partículas que se desplazan a velocidades superlumínicas y permiten viajar, de forma equivalente, a veinte veces la velocidad de los motores de curvatura tradicionales. Además, los Borg utilizan bobinas transcurvatura para generar conductos transcurvos temporales.

### Velocidad de curvatura. Factor de curvatura
La unidad empleada con la velocidad de curvatura es el factor de curvatura. La equivalencia entre factores de curvatura obtenidos por los reactores de curvatura y velocidades medidas en múltiplos de la velocidad de la luz es en cierto modo ambigua.
Los factores de curvatura se obtienen mediante la aplicación de la siguiente fórmula cúbica:
{\displaystyle s(w)=w^{3}c}
donde w es el factor de curvatura, {\displaystyle s(w)} es la velocidad medida en el espacio normal y c es la velocidad de la luz. Según esta fórmula, curvatura 1 es equivalente a la velocidad de la luz, curvatura 2 equivale a ocho veces la velocidad de la luz, curvatura 3 equivale a 27 veces la velocidad de la luz, etc.
| Factor de curvatura | Velocidad equivalente (múltiplos de c) | Tiempo necesario para recorrer 1 pársec (en días) |
| ------------------- | -------------------------------------- | ------------------------------------------------- |
| 1.0                 | 1.0                                    | 1189.9                                            |
| 2.0                 | 8.0                                    | 148.74                                            |
| 3.0                 | 27.0                                   | 44.07                                             |
| 4.0                 | 64.0                                   | 18.59                                             |
| 5.0                 | 125.0                                  | 9.52                                              |
| 6.0                 | 216.0                                  | 5.51                                              |
| 7.0                 | 343.0                                  | 3.47                                              |
| 8.0                 | 512.0                                  | 2.32                                              |
| 9.0                 | 729.0                                  | 1.63                                              |
| 9.5                 | 857.38                                 | 1.39                                              |
| 9.975               | 992.52                                 | 1.2                                               |

Sin embargo, esta escala entra en conflicto con el uso que se ha dado habitualmente, ya que la velocidad que se alcanza sería insuficiente para permitir los viajes que aparecen en las series de televisión. Algunos episodios de la serie original situaban a la nave Enterprise en peligro si viajaba a factores de curvatura elevados (en el episodio That witch survives este factor se situaba en 14.1).
Para Star Trek: La Nueva Generación y las subsiguientes series, el guionista de Star Trek Michael Okuda preparó una nueva fórmula basada en la original, pero con una diferencia importante.
Para factores de curvatura comprendidos entre 1 y 9, se aplicó un factor de curvatura ligeramente más rápido que el de la serie original, pero la velocidad seguía variando según una potencia fija del factor:
{\displaystyle s(w)=w^{10 \over 3}c}
Pero en el intervalo semiabierto comprendido entre warp 9 y warp 10, se hizo que el exponente que afecta a w incrementara de forma no convergente y, al aproximarnos a curvatura 10 de manera asintótica, el exponente se hace infinito. Por ello, según la escala Okuda, también tienden a infinito las velocidades que se obtienen al aproximarnos a curvatura 10.

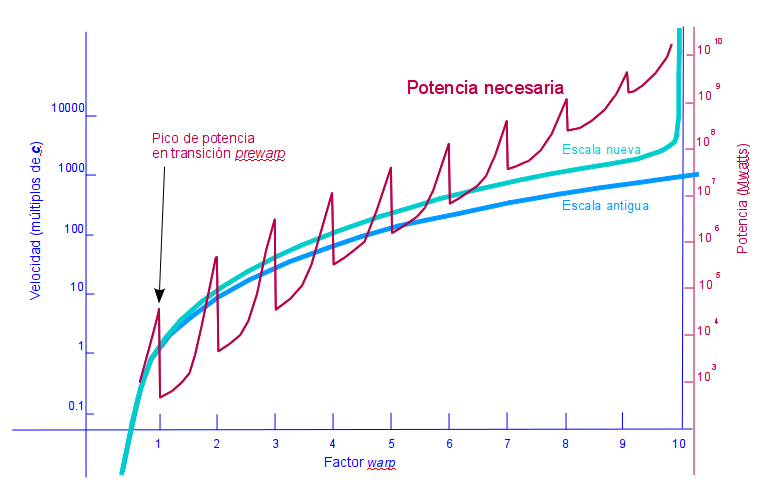
Nueva escala warp de Michael Okuda.

La nueva escala sitúa el factor de curvatura 10 como un máximo inalcanzable (identificado como el límite de Eugene en la página del creador de la serie, Gene Roddenberry). El factor de curvatura 10 es una asíntota que representa, inicialmente, velocidad infinita. En el episodio de Star Trek: Voyager titulado Momento crítico (Threshold) uno de los personajes logra alcanzar el factor de curvatura 10, pero con la consecuencia de sufrir una hiper evolución genética.
En las distintas series, solo hay un episodio en el que se da una equivalencia concreta. Se trata del episodio número 37 de la serie Voyager donde el navegante Tom Paris describe la velocidad del Voyager al alcanzar el factor 9.9 como de 6.44×1012 m/s , lo que sería equivalente a más de 21 000 veces la velocidad de la luz.
Como referencia acerca de los factores de curvatura sostenidos (de crucero), hay que indicar que, a mediados del siglo XXIV, la nave Enterprise-D viaja a un factor de curvatura de 9.2 y la nave de clase Intrepid Voyager puede sostener un factor de 9.975.
Por otra parte, existe una leve incoherencia en la serie de La Nueva Generación. En el episodio de dos partes All Good Things (episodios 25 y 26 de la 7.ª temporada) el capitán Picard es enviado al futuro por Q, ahí se encuentra con un Enterprise D modificado, capitaneado por William Riker, capaz de alcanzar la velocidad de curvatura 13. Sin embargo, dentro de la trama de la serie este futuro nunca llega a existir, por tanto muchos consideran que la escala de curvatura pudo haber sido reajustada en dicho futuro o simplemente que la barrera creada por Michael Okuda no había sido implementada en el momento de escribir esos episodios.

## Núcleo de curvatura
La principal forma de propulsión en el universo Star Trek es el desplazamiento del campo gravimétrico, más comúnmente definido como núcleo de curvatura. El núcleo de curvatura es un ficticio sistema de energía basado en la reacción materia-antimateria que proporciona la energía suficiente como para generar la distorsión del Espacio-tiempo. La reacción entre materia-antimateria está controlada mediante los denominados cristales de dilitio (cristales que supuestamente no presentan reacción alguna cuando son bombardeados con elevados niveles de radiación). La cámara de la reacción está rodeada de un campo magnético que permite contener la antimateria y evitar las reacciones con la materia de la nave.
La energía liberada durante la reacción es empleada para crear el campo de curvatura que se denomina burbuja de curvatura. Este campo distorsiona el espacio alrededor de la nave y la acelera mientras el espacio dentro de la burbuja, técnicamente, no se desplaza, por lo que la nave no experimenta ninguna dilatación temporal. El tiempo transcurre dentro de la burbuja, al mismo ratio que en el punto de origen o de destino.

Visualización de una burbuja warp.